# L'altra metà del cielo (album)
L'altra metà del cielo è il ventiseiesimo disco del cantante italiano Vasco Rossi, pubblicato il 30 marzo 2012.
L'album contiene alcune tra le più famose canzoni dell'artista dedicate alle donne, tutte riarrangiate e nuovamente registrate per essere suonate alla Scala di Milano per lo spettacolo dal titolo omonimo.
Lo stesso Rossi ha dichiarato: «Quando la Scala mi ha chiesto di scrivere una "drammaturgia" con le mie canzoni, mi sono subito messo al lavoro, per me è un'esperienza stimolante, una nuova sfida; della danza amo la straordinaria eleganza dei gesti, dei movimenti e la potenza magnifica di trasmettere sensualità».
Prima ancora di uscire il disco aveva già raggiunto il secondo posto della classifica iTunes grazie alle pre-vendite acquistate. A poche ore dall'uscita, quindi, l'album ha raggiunto subito la prima posizione fra le vendite, scavalcando l'album MDNA di Madonna. È rimasto al primo posto anche nella terza settimana di vendita.
Il primo singolo estratto è stato Susanna.
Il video di Susanna è stato girato da Stefano Salvati, realizzato tutto in backstage con le riprese fatte il 30 marzo 2012 all'Accademia del Teatro alla Scala di Milano.

## Tracce
1. Preludio (strumentale) – 1:57 (Vasco Rossi, Celso Valli)
2. Albachiara – 4:30 (Vasco Rossi, Alan Taylor)
3. Silvia – 5:13 (Vasco Rossi)
4. Susanna – 4:20 (Vasco Rossi)
5. Anima fragile – 5:30 (Vasco Rossi)
6. Brava – 4:26 (Vasco Rossi)
7. Gabri – 5:01 (Vasco Rossi, Roberto Casini)
8. Incredibile romantica – 3:47 (Vasco Rossi)
9. Brava Giulia – 5:22 (testo: Vasco Rossi – musica: Tullio Ferro, Rudy Trevisi, Guido Elmi)
10. Delusa – 4:25 (Vasco Rossi, Tullio Ferro)
11. Habanera (strumentale) – 1:04
12. Jenny è pazza – 6:50 (testo: Vasco Rossi, Stefano Scandolara – musica: Vasco Rossi)
13. Laura – 2:55 (Vasco Rossi)
14. Divertimento (strumentale) – 1:49 (Vasco Rossi, Celso Valli)
15. Sally – 5:05 (Vasco Rossi)
16. Un senso – 4:10 (testo: Vasco Rossi, Saverio Grandi – musica: Gaetano Curreri, Saverio Grandi, Vasco Rossi)

## Classifiche

### Classifiche settimanali
| Classifica (2012) | Posizione massima |
| ----------------- | ----------------- |
| Italia            | 1                 |
| Svizzera          | 19                |

### Classifiche di fine anno
| Classifica (2012) | Posizione |
| ----------------- | --------- |
| Italia            | 10        |

## Formazione
Violini primi
- Valentino Corvino
- Emanuele Banfenati
- Federico Braga
- Alessandro Di Marco
- Davide Dondi
- Marco Ferri
- Tommaso Luison
- Silvia Mandolini
- Elisa Menegardi
- Paolo Mora
- Fabio Sperandio
- Alessandra Talamo
- Stela Thaci

Violini secondi
- Anton Berovski
- Elvi Berovski
- Alessandro Bonetti
- Cesare Carretta
- Fabio Cocchi
- Laura Di Marzio
- Alessandro Fattori
- Katia Mattioli
- Franco Parisini
- Anastasiya Petryshak

Viole
- Sandro Di Paolo
- Manuele Bascetta
- Caterina Caminati
- Corrado Carnevali
- Federico Furlanetto
- Alessandro Savio

Violoncelli
- Pietro Salvatori
- Nazzareno Balduin
- Antonello Mostacci
- Anselmo Pelliccioni
- Vittorio Piombo
- Sebastiano Severi

Contrabbassi
- Stefano Dall'Ora
- Marco Forti
- Caffiero Gobbi

Flauto
- Alessia Dall'Asta

Oboe
- Paolo Grazia

Clarinetto
- Luca Milani

Fagotto
- Guido Giannuzzi

Corni
- Giovanni Hoffer
- Katia Foschi
- Sergio Boni

Trombe
- Ulrich Breddermann
- Gabriele Buffi
- Marzio Montali

Tromboni
- Andrea Maccagnan
- Eugenio Fantuzzi
- Mario Pilati
- Andrea Talassi

Tuba
- Alessandro Fossi

Timpani e percussioni
- Stefano Bussoli

Percussioni addizionali
- Paolo Valli
- Tommy Ruggero

Pianoforte
- Gilda Buttà
- Celso Valli

Arpa
- Vincenzina Capone

Batteria
- Paolo Valli

Contrabbasso
- Claudio Golinelli

Cori
- Rosa Guarracino (soprano)
- Marianna Maresca (soprano)
- Lorena Bartolini (contralto)
- Cristina Melis (contralto)
- Carlotta Cortesi (contralto)
- Massimiliano Brusco (tenore)
- Giovanni Dattolo (tenore)
- Giordano Gambogi (tenore)
- Giuseppe Nicodemo (basso)
- Sandro Pucci (basso)